# Зацепин, Алексей Владимирович (пловец)
Алексей Владимирович Зацепин (род. 5 мая 1984, Брежнев, Татарская АССР) — российский пловец, мастер спорта международного класса (2000 г., комплексное плавание, 200 м), тренер.

## Биография
Родился 5 мая 1984 года в городе Набережные Челны. Начал занятия плаванием с 1989 года. В 2002 году вошел в состав сборной России. С 2000 по 2005 год не раз становился чемпионом и рекордсменом России. В 2002 году одержал победу на чемпионате Европы. В 2003—2005 годах становился чемпионом кубков мира. В 2004 году участвовал в XXVIII Олимпийских играх.
Получил высшее образование на факультете физической культуры и спорта Камского государственного института физической культуры. С 2006 года занимается тренерской работой.